# 야스다정
야스다정(일본어: 安田町)은 일본 고치현 동부에 있는 아키군의 정이다.

## 지리
대체로 야스다강 중하류역의 골짜기를 따라서 있고 거슬러 올라가면 우마지촌에 이른다. 남쪽은 도사만과 접한다.

## 역사
- 1925년 2월 11일 - 야스다촌이 정으로 승격해 야스다정이 되었다.

## 교통

### 철도
- 도사쿠로시오 철도 아사선

### 도로
- 국도 55호선